# Сихів (село)
Си́хів (Сіхів) — село у Стрийському районі Львівської області. Населення становить 700 осіб. Орган місцевого самоврядування — Стрийська міська рада.

## Географія
Село розташоване на рівнинному Передкарпатті, за 15 кілометрів на південний схід від м. Стрия. В околицях села є гарні дубові ліси.
Сусідує з селищем міського типу Дашавою, селами: Лани-Соколівські, Угільня, Лотатники (через ліс).
Стара частина села розташована на березі річки Крехівки. У роки заснування село було розташоване в місці, яке називають Погарі (татари спалили село і люди переселилися на те місце, де зараз і лежить село[джерело?].

## Топоніміка
Назву село отримало від лісового потіка Сихівець. Поселення має давню історію. За переказами, козацький Атаман був розбитий ордою, а його син Атаманчук мусів ховатися в непрохідних лісових дебрях, де протікав потічок. Цей потічок дістав назву СІховець від слів «сі ховати». Потім і село від назви потічка дістало назву Сіхів. До 1910 р. село називали Сьихів, потім Сіхів, а з 1980 р. назву змінили на Сихів.
Історична назва: Сіхів. Назву виводять від прізвища графа Сіховецького, який купив тут землю і начебто заснував село. Вірогіднішою виглядає версія про походження назви від потічка Сіховця, хоча існування інших населених пунктів з такою ж або подібною назвою, зокрема біля Львова, свідчить на користь доказовішої версії. Відомий мовознавець Костянтин Тищенко пояснює походження топоніму від кельтського слова sych~ сухий, адже кельти залишили глибокий слід в етномовній історії прадавньої України. Невипадково першою назвою села була саме Сіхів, у буквальному значенні «суха хата».
Додатковим підтвердженням цієї версії служить стародавній мікротопонім Валебщина (ліс) з помітним германським слідом від поширеного кельтського етноніму Volcae зі значенням «волоський», «італійський». У такому випадку заснування села слід відсунути принаймні на два тисячоліття в глибину часу. Водночас інший стародавній мікротопонім Гарабщина, в якому проглядається назва «араб» і похідне від нього «гарнії» — лови, полювання, як улюблена розвага арабів-сирійців, може вказувати на існування поселення на теренах села в VII—IX ст. У назві наголошують літеру «и».
Частини села і мікротопоніми: Старе Село, Долішній Сихів, Горішній Сихів, Гарабщина, Бучина, Поточина, Перша Лінія, Друга Лінія, Красна, Верховина, Кут, Шанси, Погарі, Махлінець, За Мончаками, Запуст, Крехівка, Березина, Ничьич (Нетеч), Гнилі Містки, Багна, Гай, Корчунок, Дуброва, Валебщина, Сіножать, Сіховець, Дубник, Стави.

## Історія
Про побут доісторичної людини на теренах села свідчать знайдені бойові кам'яні топірці доби бронзи, датовані 2000 — початком 1000 рр. до нової ери. За переказами, село засновано в докняжий період.
Перша згадка про село у грамоті 29 червня 1394 р.
Перша письмова згадка про Сихів належить до 1428 р. і міститься у грамоті князя Теодора Любартовича, сина великого князя Дмитра-Любарта.
У податковому реєстрі 1515 року село документується як спорожніле.
Селяни займались рільництвом, тваринництвом, ремеслами. За панщини вони мусили безплатно працювати на пана від 6 до З днів (1 особа з двору), платити податок натурою і грішми, возити на ярмарок панське збіжжя, виконувати різні шарварки, роботи «на ґвалт».
Відомі колишні власники села і великі землевласники: родина графів Дідушицьких — першим був граф Никола Дідушицький (вважав себе українцем), а останнім графом був Кароль Дідушицький, який уважав себе поляком. Граф Кароль Дідушицький сам вів господарство, а після його смерті маєток перейшов двом дочкам, одруженим з дідичами Бохеньским (Franciszek Bocheński) і Гейделем (барон Францішек). Вони здавали двір в оренду жидам.
У 1880 р. було 163 хати, проживала 1 тис. 181 особа; у 1921 р. — 256 хат, 1 тис. 569 осіб; у 1935 р. — 286 хат, 1 тис. 614 українців, 21 поляк, 1 німець, 32 жиди. У 1939 р. налічувалось 1 тис. 900 осіб: 1 тис. 815 українців, 5 поляків, 40 латинників, 20 жидів, 20 німців. До 1939 р. був панський фільварок, цегельня, кузня, молочарня, олійня, 2 крамниці, 2 кооперативи.
Першу 1-класну школу відкрили 1880 року. У 1914 р. споруджено нове приміщення школи, де у цей час навчалось 278 дітей, з них 261 українець.
У 1935 р. школу розширено до 5-класної, навчалось 289 дітей. Нині працює школа 1-2 ступенів (1-9 класи), де працюють 21 вчитель і 5 технічних працівників та навчається 92 учні. У школі є музейна кімната українознавства.
Першу читальню «Просвіти» відкрито до Першої світової війни.
У 1938 р. споруджено окремий будинок читальні. При читальні був хор, драматичний і танцювальний гуртки, бібліотека, оркестр духових інструментів, дитячий садок. Існували осередки товариств «Просвіта», «Сокіл», «Сільський господар», «Луг», Союз українок (2), Братство тверезості, Братство свічкове, позичкова каса. Нині в цьому будинку працює Народний дім. Створено осередок товариства «Просвіта», драматичний і вокальний гуртки, гурток художнього слова, бібліотека.
За СРСР створено Сихівську сільську раду. У 1952 р. до неї приєднано ліквідовану Корчунок-Дашавську сільську раду. Землями користувався колгосп у Сихові, згодом у Дашаві. Загальна площа земельних угідь — 2 тис. 390 га.

## Політика

### Парламентські вибори, 2019
На позачергових парламентських виборах 2019 року у селі функціонувала окрема виборча дільниця № 461493, розташована у приміщенні будинку культури.
Результати
- зареєстровано 599 виборців, явка 58,60%, найбільше голосів віддано за «Слугу народу» — 31,31%, за партію «Голос» — 19,94%, за всеукраїнське об'єднання «Батьківщина» — 13,39%.[5] В одномандатному окрузі найбільше голосів отримав Андрій Кіт (самовисування) — 27,07%, за Євгенія Гірника (самовисування) і Олега Филика (самовисування) — по 17,95%[6].

## Церква
Перша письмова згадка про церкву відсутня. У реєстрі греко-католицьких церков від 1708 р., складеному львівським єпископом Онуфрієм Шумлянським, зафіксована церква Святого Миколи УГКЦ. У 1764 р. генеральний візитатор Львівської єпархії о. Микола Шадурський зафіксував у селі дерев'яну церкву, споруджену 1742 року: «Церква св. Миколи на підвалинах дубових, ціла з ялицевого тертого дерева в три верхи виставлена, гонтами дуже збутнявілими побита. Досить простора, але темнувата. Року 1742, як вказує напис на сволоку всередині. Коштом громадським виставлена і о. Іваном Шумським, парохом цуцилівським і деканом тодішнім Соколовським поблагословлена».
У 1806 р. на її місці споруджено дерев'яну, тридільну, основу якої вінчала баня на низькому восьмерику, церкву. У 1898 р. коштом дідича Карла Дідушицького споруджено цвинтарну католицьку каплицю. У 1934 р. церква завалилась.
Будівництво кам'яної церкви Різдва Пресвятої Богородиці розпочали 1904 року, потім воно було перерване 1907 року і знову відновлене 1931 року. Посвячено церкву 27.09.1939 (хоча вона була ще недобудованою), оскільки була загроза знищення її чи використання не за призначенням новою радянською окупаційною владою.
Церква споруджувалась за проєктом львівського архітектора Василя Нагірного, доопрацьованим його сином архітектором Євгеном Нагірним. Церква кам'яна хрещата, з прямокутними раменами, з півциркульно завершеним вівтарем. Біля церкви була дерев'яна дзвіниця. У 1955 р. споруджено нову дерев'яну дзвіницю. Нову кам'яну дзвіницю споруджено 2008 року.
При церкві був колись і є нині парафіяльний дім для священика. Був і є церковний хор.
Храмовий празник на свято Різдва Пресвятої Богородиці — 21 вересня.

## Сьогодення
7 придорожних хрестів на честь скасування панщини в Галичині 1848 року були зруйновані комуно-російською владою, частково відновлені на початку 1990 років. Пам'ятний знак односельцям, полеглим у Другій світовій війні. На цвинтарі, розташованому біля церкви, є символічна могила Січових Стрільців, могила воїнів УПА.
У 2008 р. проживало 778 осіб, всі українці, з них 324 пенсіонери.
У 2008 р. був фельдшерсько-акушерський пункт, відділення пошти, 3 крамниці, крамниця-бар. Поблизу села добувають природний газ.
У 2008 р. у власності селян було: 135 корів, 32 коні, 18 кіз, 1 тис. 428 голів птиці, 7 пасік, 30 легкових автомашин, 3 вантажівки, 2 комбайни.
У 2008 р. постійно проживали люди в 301 будинку, стояли порожніми 24 хати.

## Відомі люди
- Атаманчук Василь — вояк УГА, член Летючої бригади УВО
- Атаманчук Василь «Чорний» (1926—1945) — сотенний УПА
- Михайлів Володимир (1932—2002) — доктор медичних наук
- Гадяк Йосип (1919—2002) — хоровий диригент, композитор, педагог, громадський діяч
- Кос Василь (нар. 1936 р.) — кандидат сільськогосподарських наук
- Боднар Володимир — доктор технічних наук

На сільському цвинтарі поховані: парох о. Дмитро Рубчак (пом. 1875 р.); парох о. Євстахій Мединський; граф Кароль (?) Дідушицький. На новому сільському цвинтарі поховані: парох о. Євген Венгринович (пом. у 1930 р.); парох о. Володимир Прихитко (1897—1961).

## Пам'ятки
Церква Різдва Пресвятої Богородиці, будівництво якої було розпочате 1904 року і з перервами тривало до 1939 року, коли було посвячено церкву. Є школа І і ІІ ступеня (1-9 класи), 100-річчя якої відзначали 2014 року.